# Palazzo del Capitano (Todi)
Il palazzo del Capitano è un palazzo di Todi (PG) è situato nella piazza del Popolo ed è in stile gotico italiano, adiacente al palazzo del Popolo.
Venne costruito nel 1293 e fu chiamato "palazzo nuovo del Comune" per contraddistinguerlo dal palazzo del Popolo. 

## Storia e descrizione
La facciata, interamente in pietra bianca, è costituita da tre ordini: nel primo vi è un portico a due arcate a tutto sesto, nel secondo tre trifore cuspidate e nel terzo quattro trifore coperte da archi a tutto sesto. Fra il secondo ed il terzo ordine è sita una campana. 
La scala d'accesso dalla piazza è in comune con quella del palazzo del Popolo.
I due edifici sono sede del municipio e del museo civico.
Il palazzo del Capitano è arretrato rispetto al palazzo del Popolo e ha un ponderoso porticato terreno, un primo piano con 3 eleganti trifore gotiche sormontate da cuspidi, e un secondo con 4 trifore. Una grande scala esterna (di fronte si vedono medioevali segnate nel muro) conduce al primo piano dei due palazzi:in cima ad essa, a sinistra, si accede alla Sala del Capitano del Popolo, con importanti avanzi di affreschi del XIII e XIV. A destra si va al salone del museo lapidario: vi si conservano numerosi oggetti provenienti dagli scavi condotti nella zona di Todi.